# 米田俊彦
米田 俊彦（よねだ としひこ、1958年5月 - ）は、日本の教育学者、歴史学者。東京都出身。専門は近現代日本教育史。元お茶の水女子大学大学院教授。教育学博士（東京大学・1989年）。2024年3月、お茶の水女子大学を定年退職。

## 略歴

### 学歴
- 1982年3月：東京大学教育学部卒業
- 1984年3月：同大学院教育学研究科修士課程修了
- 1988年3月：同大学院教育学研究科博士課程修了

### 職歴
- 1986年4月：日本学術振興会特別研究員（～1988年3月）
- 1988年4月：東京女子大学文理学部専任講師
- 1989年11月：教育学博士（東京大学）
- 1991年4月：東京女子大学文理学部助教授
- 1998年4月：お茶の水女子大学文教育学部助教授
- 1999年10月：同大学院人間文化研究科助教授
- 2003年4月：お茶の水女子大学文教育学部教授
- 2007年4月：同大学院人間文化創成科学研究科教授
- 2015年4月：同大学基幹研究院人間科学系教授
- 2024年3月：お茶の水女子大学を定年退職[1]

## 著書

### 単著
- 『近代日本中学校制度の確立　法制・教育機能・支持基盤の形成』（東京大学出版会、1992年1月）
- 『資料にみる日本の中等教育の歴史』（東京法令出版、1994年）
- 『教育審議会の研究　中等教育改革』（財団法人野間教育研究所、1994年8月）
- 『教育審議会の研究　青年学校改革』（財団法人野間教育研究所、1995年9月）
- 『教育審議会の研究　高等教育改革』（財団法人野間教育研究所、2000年6月）
- 『教育審議会の研究　教育行財政改革―付　国民学校・幼稚園審議経過―』（財団法人野間教育研究所、2002年3月）
- 『近代日本教育法令体系』(港の人、2009年9月)
- 『学校沿革史の研究 高等学校編１―長野県の高等学校沿革史―』（財団法人野間教育研究所、2011年9月）
- 『1958年「教員の勤務評定」紛争の研究』（公益財団法人野間教育研究所、2018年11月）

### 編集
- 『近代日本人の形成と中等教育』＜日本の教育課題　第10巻＞（東京法令出版、1997年12月）
- 『論集　現代日本の教育史　第1巻　教育改革』 （日本図書センター、2013年6月）

### 共編
- 寺﨑昌男・戦時下教育研究会編『総力戦体制と教育―皇国民「錬成」の理念と実践―』（東京大学出版会、1987年2月、第三章第二節「中等諸学校」を担当）
- 清水康幸・前田一男・水野真知子・米田俊彦編『資料　教育審議会（総説）』（財団法人野間教育研究所、1991年12月）
- 寺﨑昌男・編集委員会編『近代日本における知の配分と国民統合』（第一法規、1993年、第二章「七　中等教育における性差の構造の形成」、第四章「五　中等教育一元化の歴史的限界」を担当）
- 久保義三・駒込武・児美川孝一郎編『現代教育史事典』（東京書籍、2001年）
- 日本近代教育史料研究会編『編集復刻　日本近代教育史料大系』第6～20巻・附巻2（公文書総目録）（龍渓書舎、2003年12月）
- 中野実研究会編『反大学論と大学史研究－中野実の足跡－』（東信堂、2005年5月）
- 教育史学会・教育史学会50周年記念出版編集委員会編『教育史研究の最前線』（日本図書センター、2007年3月）
- 学校沿革史研究会編『学校沿革史の研究　総説』（財団法人野間教育研究所、2008年7月）
- 古沢常雄・米田俊彦編著『教育史』（教師教育テキストシリーズ第3巻、学文社、2009年）
- 平岡公一・三輪建二・米田俊彦編『格差を超え公正な社会へ―教育・就労・ジェンダー・社会保障―』 (お茶の水女子大学グローバルＣＯＥプログラム 格差センシティブな人間発達科学の創成第４巻)、2013年3月）
- 学校沿革史研究部会　山谷幸司・米田俊彦『学校沿革史の研究　高等学校編２』（公益財団法人野間教育研究所、2015年8月、野間教育研究所紀要第57集）
- 日本近代教育史料研究会編『編集復刻　日本近代教育史料大系』第21～41巻・附巻3（公文類聚総目録）（龍渓書舎、2016年11月）
- 辻本雅史・山﨑洋子編『The History of Education in Japan (1600-2000)』（Routledge、2017年3月、第5章「Development of education from high economic growth to low growth 1960s to 1970s」（pp.117-140）を担当）
- 教育史学会編『教育勅語の何が問題か』（岩波書店（新書）、2017年、「まえがき」「あとがき」を執筆）
- 教育史学会・教育史学会60周年記念出版編集委員会編『教育史研究の最前線II－創立60周年記念』（六花出版、2018年5月）
- 神辺靖光・米田俊彦編『明治前期中学校形成史　府県別編IV北陸東海』（梓出版社、2018年10月）
- 日本教育学会教育勅語問題ワーキンググループ編『教育勅語と学校教育―教育勅語の教材使用問題をどう考えるか―』（世織書房、2018年、第二篇第一章「教育勅語の戦前と戦後―教育史研究の視点から―」を執筆）
- 藤井忠俊研究会編『藤井忠俊著作集』第1・2巻（不二出版、2021年1月）
- 神奈川県立総合教育センター編『神奈川県教育史　1945～1972　資料編（上）』（神奈川県教育委員会、2022年3月）
- 大島宏・須田将司・鳥居和代・西山伸・米田俊彦編『1950年代教育史の研究』（公益財団法人野間教育研究所、2022年3月）
- 神辺靖光・米田俊彦編『明治前期中学校形成史　府県別編V南畿南海』（成文堂、2022年8月）
- 神奈川県立総合教育センター編『神奈川県教育史　1945～1972　資料編（下）』（神奈川県教育委員会、2023年3月）

## 刊行史料
- 『戦争末期における反体制思想学習の記録　元龍谷大学予科生徒・加藤西郷氏からの聞き取り』（財団法人野間教育研究所、1997年）
- 『山口県立山口高等女学校長・中谷英真「学校講話」』（財団法人野間教育研究所日本教育史研究部門、2003年）
- 『近代日本教育関係法令体系』（港の人、2009年）

## 所属学会
- 一般社団法人日本教育学会（1998年08月 - 2001年12月 理事、2002年01月 - 2008年03月　常任理事、2009年08月 - 2019年03月 理事）
- 教育史学会（1998年10月 - 2016年09月 理事、2016年10月 - 2022年09月 代表理事）
- 日本教育史研究会（1990年04月 - 2001年03月 理事）
- 全国地方教育史学会
- 中等教育史研究会
- 歴史学研究会
- 日本教育政策学会（2008年06月 - 2012年06月 常任理事）
- 日本教育制度学会
- 日本教師教育学会（2002年10月 - 2008年10月 常任理事）